# الحرب على غزة 2012
الحرب على غزة 2012 أو كما تطلق عليها إسرائيل اسم عملية عامود السحاب (بالعبرية: מבצע עמוד ענן) هي حرب استمرت ثمانية أيام شنها جيش الاحتلال الإسرائيلي على قطاع غزة الذي تسيطر عليه حماس، بدأت في 14 نوفمبر 2012 بقتل أحمد الجعبري، رئيس الجناح العسكري لحماس في غزة نتيجة غارة جوية إسرائيلية.
وسبق العملية فترة شهدت عدداً من الهجمات الإسرائيلية – الفلسطينية المتجاوبة. ووفقاً للحكومة الإسرائيلية، بدأت العملية ردا على إطلاق أكثر من 100 صاروخ على إسرائيل خلال فترة 24 ساعة، وهجوم شنه محاربو غزة على سيارة جيب تابعة لدورية عسكرية إسرائيلية داخل الحدود الإسرائيلية، وانفجار ناجم عن عبوات ناسفة وقعت بالقرب من الجنود الإسرائيليين على الجانب الإسرائيلي من نفق يمر تحت الجدار الإسرائيلي في الضفة الغربية. وذكرت الحكومة الإسرائيلية أن أهداف العملية العسكرية هي وقف الهجمات الصاروخية على أهداف مدنية منشؤها قطاع غزة وتعطيل قدرات المنظمات المسلحة. ألقى الفلسطينيون باللوم على الحكومة الإسرائيلية في تصاعد وتيرة العنف، واتهموا قوات الاحتلال الإسرائيلية بشن هجمات على المدنيين في قطاع غزة في الأيام التي سبقت العملية. وأشاروا إلى الحصار المفروض على قطاع غزة واحتلال الضفة الغربية، بما فيها القدس الشرقية، كسبب للهجمات الصاروخية.
خلال العملية، زعم جيش الاحتلال الإسرائيلي أنه ضرب أكثر من 1,500 موقع في قطاع غزة، بما في ذلك منصات إطلاق الصواريخ، ومستودعات الأسلحة، والمرافق الحكومية، والكتل السكنية. ووفقاً لتقرير صادر عن مفوضية شؤون اللاجئين، قُتل 174 فلسطينياً وأصيب مئات. وتشردت العديد من الأسر. قتلت ضربة جوية واحدة عشرة أفراد من عائلة الدلو. وحدثت بعض الإصابات الفلسطينية نتيجة للإطلاق الخاطئ للصواريخ الفلسطينية التي سقطت داخل قطاع غزة. وأعدم أعضاء كتائب عز الدين القسام ثمانية فلسطينيين لزعمهم أنهم تعاونوا مع إسرائيل.
وخلال العملية، زادت حماس، وكتائب القسام وحركة الجهاد الإسلامي الفلسطيني من تكثيف هجماتهما الصاروخية على المدن والبلدات الإسرائيلية، في رمز عملية سمتها كتائب القسام عملية حجارة سجيل، وأطلقت أكثر من 1,456 صاروخًا على إسرائيل، و142 صاروخا إضافيًا وقع داخل غزة نفسها. استخدمت الجماعات المسلحة الفلسطينية عدة أنواع من الأسلحة ومنها صواريخ فجر-5 إيراني الصنع، وصواريخ غراد روسية الصنع، والقسام، ومدافع الهاون. وقد أُطلقت بعض هذه الأسلحة على مدن ريشون لتسيون، بئر السبع، أسدود، عسقلان، وغيرها من المراكز السكانية. وكانت تل أبيب قد ضربت للمرة الأولى منذ حرب الخليج عام 1991 وأطلقت الصواريخ على القدس أيضًا. قتلت الصواريخ ثلاثة مدنيين إسرائيليين في ضربة مباشرة على منزل في كريات ملاخي. وبحلول نهاية العملية، قُتل ستة إسرائيليين، وأصيب مائتان وأربعون، وعالجت نجمة داود الحمراء ما يزيد عن مائتي شخص بسبب الهلع. اعترض نظام القبة الحديدية الإسرائيلي للدفاع الصاروخي حوالي 421 صاروخًا، وسقط 142 آخر على غزة نفسها، وسقط 875 في مناطق مفتوحة، و58 ضرب منطقة حضرية في إسرائيل. فجّر عربي إسرائيلي حافلة في تل أبيب، مما أسفر عن إصابة 28 مدنيًا.
أعربت كندا وألمانيا والمملكة المتحدة والولايات المتحدة ودول غربية أخرى عن تأييدها لما اعتبرته حق إسرائيل في الدفاع عن نفسها أو دانت هجمات حماس الصاروخية على إسرائيل. وقد أدانت الصين وإيران وروسيا ومصر وتركيا والعديد من الدول العربية والإسلامية الأخرى العملية الإسرائيلية. عقد مجلس الأمن التابع للأمم المتحدة جلسة طارئة حول الوضع لكنه لم يتوصل إلى قرار. وبعد أيام من المفاوضات بين حماس وإسرائيل، أعلن في 21 نوفمبر وقف إطلاق النار الذي توسطت فيه مصر. وقد أعلن كل من الطرفين فوزه. وقالت إسرائيل إنها حققت هدفها في شل قدرة حماس على إطلاق الصواريخ، في حين أكدت حماس أن خيار إسرائيل لغزو غزة قد انتهى. ووفقا لهيومن رايتس ووتش، فإن كلا الجانبين انتهكا قوانين الحرب خلال القتال.

## علم الاشتقاق
على الرغم من أن الاسم الإنجليزي الرسمي للعملية هو عمود الدفاع، فإن الاسم العبري يُترجم على أنه عمود السحاب. أوضح إيتان بوخمان، رئيس مكتب الإعلام في أمريكا الشمالية بالجيش الإسرائيلي، أن هذا الاستخدام يشير إلى عَمُود السّحَاَبْ في الكتاب المقدس الذي حمى الإسرائيليين أثناء التيه وأرشدهم إلى أرض الميعاد (Exodus 13:21–22). يشرح الكتاب المقدس العبري والعهد الجديد القصة بالتفصيل، موضحين أن عمود السحاب كان يحمي الإسرائيليين من سهام المصريين ومنجنيقهم. وبالتالي، فإن هذا القياس أرادته إسرائيل لينطبق على جيش الاحتلال الإسرائيلي، الذي قام بحماية المواطنين الإسرائيليين من الهجمات الصاروخية.

## الخلفية

قطاع غزة

حدّدت الأمم المتحدة قطاع غزة بعد هدنة عام 1949 التي أعقبت الحرب بعد الحرب العربية الإسرائيلية عام 1948. سُجّل حوالي 1.1 من أصل 1.5 مليون من سكان غزة لاجئي الحرب. أدارت مصر غزة من عام 1948 إلى عام 1967 ومع حرب 1967 احتلت إسرائيل القطاع وصارت قوة محتلة.
التزمت إسرائيل والسلطة الوطنية الفلسطينية وحماس والجهاد الإسلامي بوقف إطلاق النار في شباط / فبراير 2005، والذي حسبه البعض إيذانًا بنهاية الانتفاضة الثانية، في حين يعتقد البعض أن تاريخ النهاية كان أبكرًا في أكتوبر 2004 ويشير آخرون إلى إعلان نهاية صراع الفترة الكبرى الذي كان بمثابة الانتفاضة الثانية مُرتبطٌ بوفاة ياسر عرفات في تشرين الثاني (نوفمبر) 2004 وما تلاه من صعود لحركة حماس. لكن العمليات الانتحارية الفلسطينية ضد الإسرائيليين استمرت بعد وقف إطلاق النار في فبراير / شباط. أشار شاختر، الذي تناول مجموعة خيارات التاريخ النهائي، إلى الانخفاض التدريجي في التفجيرات الانتحارية التي بدأت في عام 2004 وبلغت ذروتها في فترة نهاية غير محددة في عام 2005. في 17 مارس 2005، وافقت ثلاثة عشر فصيلة فلسطينية رئيسة، بما في ذلك حماس والجهاد الإسلامي، على الالتزام باتفاق فبراير، بشرط وقف العمليات العسكرية الإسرائيلية.
اقترح رئيس الوزراء الإسرائيلي أرييل شارون، بالتزامن مع الانتفاضة الثانية (2000-2005)، خطة فك الارتباط الأحادية الإسرائيلية عن غزة في عام 2003، والذي وافقت عليه الحكومة الإسرائيلية في يونيو 2004، والكنيست في فبراير 2005. نفُذت خطة الانسحاب من جانب واحد في أغسطس 2005 واستكملت في سبتمبر 2005. ومع ذلك، عدّت كل من اللجنة الدولية للصليب الأحمر،  والأمم المتحدة ومختلف منظمات حقوق الإنسان إسرائيل قوة احتلال قائمة بحكم الأمر الواقع بسبب سيطرتها على حدود غزة ومجالها الجوي ومياهها الإقليمية.
فازت حماس بأغلبية المقاعد في الانتخابات التشريعية الفلسطينية في العام موالي (2006). فاجأت هذه النتيجة إسرائيل والولايات المتحدة اللتين توقعتا عودة معارضة فتح إلى السلطة، وطالبتا، بالاشتراك مع اللجنة الرباعية حول الشرق الأوسط، حماس بقبول جميع الاتفاقات السابقة، والاعتراف بحق إسرائيل في الوجود، ونبذ العنف. وعندما رفضت حماس،  قطعوا المساعدات عن السلطة الفلسطينية. في منتصف عام 2006، أسِرت حماس جنديًا إسرائيليًا في غارة عبر الحدود. حاولت الولايات المتحدة وإسرائيل، ردًا على تحركات فتح في أكتوبر 2006 لتشكيل حكومة وحدة مع حماس، التراجع عن الانتخابات من خلال تسليح وتدريب فتح للإطاحة بحركة حماس في غزة. في يونيو 2007 استولت حماس على السلطة الكاملة لغزة بالقوة.
ثم عرّفت إسرائيل غزة على أنها «منطقة معادية» لا تشكل جزءًا من دولة ذات سيادة، ووضعت غزة تحت حصار اقتصادي وسياسي شامل،  الذي منع أيضًا الوصول إلى ثلث أراضيها الصالحة للزراعة و85 بالمائة من مناطق الصيد فيها. وقد أدى إلى أضرار اقتصادية كبيرة ومشاكل إنسانية في غزة. أجمعت المؤسسات الدولية على أن الحصار شكل من أشكال العقاب الجماعي وغير قانوني. وتُصر إسرائيل على أن الحصار قانوني وضروري للحد من الهجمات الصاروخية الفلسطينية من قطاع غزة على مدنها ولمنع حماس من الحصول على أسلحة أخرى. نفذت إسرائيل عملية الرصاص المصبوب في كانون الأول (ديسمبر) 2008 بهدف معلن هو وقف الهجمات الصاروخية من مقاتلي حماس. خلصت بعثة تقصي الحقائق التابعة للأمم المتحدة بشأن النزاع في غزة إلى أن العملية كانت «هجومًا غير متناسب متعمدًا يهدف إلى معاقبة وإهانة وإرهاب السكان المدنيين، وتقليص قدرتها الاقتصادية المحلية بشكل جذري على العمل وإعالة نفسها، وفرضها عليهم. إحساس متزايد بالتبعية والضعف». ويخلص تحليل الحكومة الإسرائيلية إلى أن التقرير يحرف القانون الدولي لخدمة أجندة سياسية ويرسل «رسالة لا أساس لها من الناحية القانونية إلى الدول في كل مكان التي تواجه الإرهاب بأن القانون الدولي ليس لديها استجابة فعالة لتقديمها لها».
في أواخر كانون الأول (ديسمبر) 2008، توجت سلسلة من التصعيد بشن إسرائيل غارات جوية وبحرية على غزة، وبعد أيام قليلة، غزو بري. أسفر الصراع عن مقتل ما بين 1 166 و1 417 فلسطينيًا و13 إسرائيليًا (4 منهم بنيران صديقة)، مع إلحاق أضرار جسيمة بالبنية التحتية في غزة. وانتهت بوقف لإطلاق النار من جانب واحد من جانب إسرائيل، تلاه إعلان حماس وقف إطلاق النار لمدة أسبوع.
يعود الصراع الفلسطيني الإسرائيلي بشكله الحالي إلى الانقسام في السلطة الفلسطينية في عام 2006، والذي أدى إلى نشوب صراع مسلح بين حماس وفتح. بحلول يونيو 2007، سيطرت حماس على الحكومة في غزة وطردت منافستها فتح. في أعقاب الاستيلاء، أغلقت إسرائيل ومصر إلى حد كبير معابرهما الحدودية مع غزة، مما جعل الوضع الاقتصادي والإنساني لغزة غير مستقر. أعلنت اللجنة الدولية للصليب الأحمر أن الحصار الإسرائيلي لغزة يشكل «عقابًا جماعيًا» وانتهاكًا للقانون الإنساني الدولي،  كما خلص تقرير منظمة الأمم المتحدة للأغذية والزراعة بشأن غزة إلى أن الحصار غير قانوني. وصف تقرير للأمم المتحدة صادر عن لجنة التحقيق التابعة للأمين العام تطبيق البحرية الإسرائيلية للحصار بأنه قانوني ومناسب. سحبت إسرائيل موظفيها المدنيين والعسكريين في عام 2005. لكن الولايات المتحدة والأمم المتحدة وجامعة الدول العربية تعتبر إسرائيل قوة محتلة في المنطقة، لأنها تسيطر على الحدود الجوية والبحرية للقطاع، فضلاً عن اتصالها بالضفة الغربية. حماس هي جماعة فلسطينية إسلاموية مسلحة صنفتها الولايات المتحدة منظمةً إرهابيةً،  الاتحاد الأوروبي،  كندا،  واليابان. وقد دعت إلى تدمير إسرائيل منذ عام 1988. في حين لا تصنف روسيا وتركيا والنرويج حماس على أنها منظمة إرهابية.
استمرت التوترات بين إسرائيل وقطاع غزة الذي تحكمه حماس، حيث شهد الجانبان قتالًا دوريًا، شهد تصعيدًا كبيرًا في أواخر عام 2008. شنت إسرائيل حربًا على غزة لثلاثة أسابيع من هجمات جوية وأخرى برية. وذكرت وزارة الخارجية الإسرائيلية أن هذا الإجراء جاء ردا على إطلاق الصواريخ وقذائف الهاون المتكرر على إسرائيل ابتداء من ديسمبر / كانون الأول 2008، وارتفع إلى 2378 هجوما على مدى أحد عشر شهرا قبل العملية. في أعقاب العملية، حدث انخفاض كبير في إطلاق الصواريخ وقذائف الهاون من غزة على إسرائيل بعد وقف إطلاق نار غير رسمي.
بعد التصعيد 2008-2009، التزم الطرفان بوقف غير رسمي وغير مستقر لإطلاق النار، على الرغم من أن إطلاق الصواريخ من غزة لم يتوقف بشكل كامل وشنت إسرائيل غارات في غزة. وأشار الجيش الإسرائيلي إلى زيادة مطردة في عدد الصواريخ التي تطلقها الجماعات المسلحة في غزة على جنوب إسرائيل. بحلول عام 2011، كان هناك 680 إطلاق،  وفي عام 2012، 797 إطلاق (حتى 13 نوفمبر).[بحاجة لمصدر] طالبت حماس إسرائيل بإنهاء الحصار البحري على ساحل غزة كشرط لوقف إطلاق الصواريخ. وبحسب منظمة بتسيلم الإسرائيلية لحقوق الإنسان، فقد قتلت قوات الأمن الإسرائيلية 273 فلسطينياً في قطاع غزة بين نهاية الحرب على غزة حتى 30 أكتوبر / تشرين الأول 2012، من بينهم 113 مدنياً لم يشاركوا في الأعمال العدائية.
وفقًا لمسؤولين أمنيين إسرائيليين، قامت حماس، بمساعدة خبراء فنيين إيرانيين والحكومة السودانية، بتهريب صواريخ فجر 5 إيرانية الصنع إلى غزة مع زيادة المدى والفتك. وضعت هذه الخطوة المنطقة الوسطى الإسرائيلية المكتظة بالسكان وغيرها من المناطق الحضرية في مرمى الهجمات الصاروخية. إلا أن قائد الحرس الثوري الإيراني اللواء محمد علي جعفري قال: «لم نرسل أي أسلحة إلى غزة لأنها تحت الحصار، لكن يشرفنا أن نعلن أننا قدمنا لهم تكنولوجيا كيفية صنع صواريخ فجر-5». وقال علي لاريجاني إن إيران «تشرفت» بمساعدة حماس في غزة «بالجوانب المادية والعسكرية». وفقًا لرويترز، كان هناك ما يقرب من 35000 مقاتل فلسطيني في غزة اعتبارًا من نوفمبر 2012. تمتلك إسرائيل، التي تتلقى مليارات الدولارات من المساعدات العسكرية من الولايات المتحدة، جيشًا مجندًا قوامه 175 ألفًا، مع 450 ألفًا احتياطيًا مجهزًا بأنظمة أسلحة حديثة بما في ذلك مقاتلات قاذفة من طراز إف-16، وسفن حربية مروحيات هجومية من طراز أباتشي، ودبابات ميركافا.

## أحداث ما قبل الحرب
عملت عدة عوامل على زيادة التوترات بين إسرائيل وحماس.
فرضت إسرائيل قيودا على الصيد في غزة بسبب مخاوف من استخدام قوارب الصيد لتهريب أسلحة وممنوعات أخرى. أفاد المركز الفلسطيني لحقوق الإنسان عن 92 هجوماً إسرائيلياً داخل منطقة 3 أميال ضد صيادين فلسطينيين في النصف الأول من عام 2012 مع اعتقال 43 رجلاً ومصادرة 18 قارباً وتلف المعدات 4 مرات ومصادرتها. فرضت إسرائيل منطقة صيد محدودة، وحصرت الصيادين في غزة على الصيد في حدود ثلاثة أميال بحرية بدلاً من العشرين التي نصت عليها اتفاقيات أوسلو. توفر مصايد الأسماك حصة كبيرة من إنتاجها الغذائي لغزة وتوفر أكثر من 12000 فرصة عمل. طبقاً لعميرة هاس، فإن البحرية الإسرائيلية تطلق النار بشكل روتيني على الصيادين الفلسطينيين، وتحتجزهم أحياناً وتنقلهم لاستجواب بسيط في مكاتب جهاز الأمن العام (الشاباك) في أشدود.
وطبقاً للمركز الفلسطيني لحقوق الإنسان، فقد وقع 11 هجوماً إسرائيلياً في شهري يوليو وأغسطس واعتقل صيادون وصودر قارب واحد. بتاريخ 28 سبتمبر 2012، اقتحم جنود الاحتلال قطاع غزة واعتدوا على مجموعة من الصيادين الفلسطينيين الذين كانوا يصطادون على الشاطئ بالقرب من الشريط الحدودي، مما أدى إلى إصابة أحدهم وإصابة شقيقه بجروح قاتلة. وقال الجيش الإسرائيلي إنه أطلق النار على فلسطينيين دخلا منطقة محظورة بالقرب من الجدار الأمني. وقالت عائلة الصياد المقتول إن الصيادين كانوا يصطادون هناك وأن الجنود كانوا يعرفونهم وكانوا يراقبون الصيادين الفلسطينيين. في واحد من 11 هجومًا آخر في سبتمبر، ورد أن البحرية الإسرائيلية حاولت إغراق زورقي صيد. وفي شهر أكتوبر، وثق المركز الفلسطيني لحقوق الإنسان 11 هجوماً إسرائيلياً على صيادين، حيث اعتقل 8 صيادين أثناء قيامهم بالصيد على بعد حوالي ميلين من الشاطئ. وصودرت معدات وقاربان صيد. وفي تشرين الأول (أكتوبر) 2012 أيضًا، كانت هناك عدة هجمات إسرائيلية-فلسطينية متبادلة، كل منها رد على رد أو هجوم سابق من قبل الجانب الآخر. اتهم مزارعون فلسطينيون قوات الاحتلال بفتح النار عليهم وعلى ناشطين محليين ودوليين أثناء قطف الزيتون بالقرب من الشريط الحدودي شمال قطاع غزة. وقالت إسرائيل إن الجيش ليس لديه سجل لهجوم في تلك المنطقة. قامت مجموعات فلسطينية بزرع القنابل على طول الحدود وهاجمت المزارعين الإسرائيليين بالصواريخ. وفقًا لملخص الشاباك، وقع 92 هجومًا منفصلاً في أكتوبر 2012، حيث أُطلق 171 صاروخًا وقذيفة هاون على إسرائيل. وزعمت جماعات في غزة أنها كانت انتقاماً من الهجمات الإسرائيلية التي قتلت وجرحت مدنيين ومسلحين على حد سواء.
انفجر مصنع أسلحة في الخرطوم بالسودان، زُعم أنه شارك في تهريب أسلحة إلى حماس، في 23 أكتوبر / تشرين الأول 2012. رفضت الحكومة الإسرائيلية تأكيد أو نفي تورطها، على الرغم من أنه يعتقد على نطاق واسع أن الانفجار كان هجومًا لسلاح الجو الإسرائيلي طويل المدى.
في 24 أكتوبر / تشرين الأول، بعد أسبوع ضربت خلاله عشرات الصواريخ إسرائيل وشنت إسرائيل ضربات ضد أهداف للمسلحين في غزة،  أُطلق ثمانون صاروخًا وقذيفة هاون من قطاع غزة على جنوب إسرائيل على مدار 24 ساعة. ضرب 32 صاروخا منطقة لخيش و28 صاروخًا النقب الغربي. أصابت ضربة صاروخية المنطقة الزراعية في منطقة إشكول عاملين تايلانديين بجروح بالغة. وفي وقت سابق من ذلك اليوم، قُتل ثلاثة أفراد من فرقة إطلاق صواريخ فلسطينية في غارات جوية، وردت الدبابات الإسرائيلية بإطلاق النار على مواقع إطلاق في غزة. ووعدت حماس بـ «الاستمرار في حمل البندقية.. حتى تحرير فلسطين وهزيمة الاحتلال». في 25 أكتوبر، تفاوض المسؤولون الإسرائيليون والفلسطينيون على وقف إطلاق النار برعاية مصرية، ولكن كان وجود أي هدنة موضع خلاف. رغم استمرار العدوان في الأيام التالية،  لم يكن هناك مزيد من الضحايا من كلا الجانبين حتى 2 نوفمبر.
في 2 نوفمبر / تشرين الثاني، أصيب فلسطيني يبلغ من العمر 22 عامًا، كان يُشتبه في محاولته زرع عبوة ناسفة على الحدود بين غزة وإسرائيل، بجروح خطيرة صباح الجمعة بنيران دبابة إسرائيلية. وبحسب الجيش الإسرائيلي، فقد اشتبه في أنه حاول وضع عبوة ناسفة على الحدود بين غزة وإسرائيل. في 5 نوفمبر / تشرين الثاني، أطلق جنود إسرائيليون النار على رجل فلسطيني يبلغ من العمر 20 عامًا وقتلوه عندما اقترب من سياج بالقرب من جانب غزة من الحدود مع إسرائيل، وتجاهل، حسبما ورد، الطلقات التحذيرية والتعليمات بمغادرة المنطقة. قال الفلسطينيون إن الرجل كان أعزل ويعاني من مشاكل نفسية ويخضع للعلاج باستمرار. فيما بعد قال أقاربه إنه اقترب سابقًا من الحدود، وفي تلك الأوقات، كان الجنود الإسرائيليون يعيدونه إلى سلطات غزة.
في 5 نوفمبر، انفجرت عبوة ناسفة على جانب طريق فلسطيني وأصيب جنود إسرائيليون. في 7 نوفمبر، أطلق الجناح العسكري لحركة حماس والجهاد الإسلامي وابل من الصواريخ على إسرائيل، بعد يوم من غارة إسرائيلية على أهداف في قطاع غزة. وفي الغارة الإسرائيلية أصيب مقاتل من الجهاد الإسلامي وأربعة أطفال في منطقة يشتبه بإطلاقها للصواريخ، كما ألحق الضرر بمسجد وبرج مياه. في 8 نوفمبر، قام جيش الاحتلال الإسرائيلي بتوغل قصير المدى في غزة بعد العثور على مزيد من القنابل على طول الحدود، مما أدى إلى معركة بالأسلحة النارية مع لجان المقاومة الشعبية. وقتل خلال الاشتباك فتى فلسطيني يبلغ من العمر 13 عاما. وزعم فلسطينيون أن وفاته حدثت «بنيران مدافع رشاشة، إما من مروحيات الجيش الإسرائيلي أو الدبابات التي شاركت في الحادث». في وقت لاحق من ذلك اليوم، فجر مسلحون فلسطينيون نفقًا مليئًا بالمتفجرات قاموا بحفره على الحدود، مما أدى إلى إصابة أربعة جنود إسرائيليين. وأعلن الجناح العسكري لحركة حماس مسؤوليته عن الانفجار، مشيرا إلى أنه جاء ردا على مقتل الصبي.
وبحسب أروتز شيفا، أُطلق صاروخان من صواريخ القسام على إسرائيل في 9 تشرين الثاني / نوفمبر، وانفجرا في أرض مفتوحة.
في 10 نوفمبر، أطلق مسلحون صاروخًا مضادًا للدبابات على سيارة جيب تابعة للجيش الإسرائيلي في دورية روتينية بالقرب من الجانب الإسرائيلي من الحدود. وأصيب أربعة جنود احدهم في حالة حرجة اثر الهجوم. قصف الجيش الإسرائيلي مصدر النيران والأهداف المختارة مسبقاً في منطقة الشجاعية. قُتل أربعة شبان تتراوح أعمارهم بين 16 و18 عامًا في غارة جوية إسرائيلية على ملعب رياضي أثناء لعبهم كرة القدم. أطلق مسلحون من غزة بعد ذلك ما لا يقل عن 30 صاروخًا وعدة قذائف هاون على جنوب إسرائيل، وأُطلقت صفارات الإنذار باللون الأحمر في أشدود وعسقلان وغان يفني والمناطق المحيطة، مما تسبب في بقاء الإسرائيليين على بعد سبعة كيلومترات من قطاع غزة بالقرب من المناطق المحمية. ألغى المجلس الإقليمي غان يفني التمدرس بسبب وابل الصواريخ.
واستمر تبادل إطلاق النار بين الجانبين لعدة أيام بعد الحادث. وأطلق مسلحون فلسطينيون أكثر من 100 صاروخ أصاب منازل في مدن إسرائيلية وسقط أحدها بالقرب من مدرسة. وأصيب عدد من الإسرائيليين بشظايا في وابل من القذائف الصاروخية المصممة لتتزامن مع وقت الذهاب إلى العمل في الصباح. أصيب شخصان عندما أصيبت سيارتهما بشكل مباشر. أُغلقت المدارس في جميع أنحاء جنوب إسرائيل. وأوضح رئيس بلدية بئر السبع، روفيك دانيلوفيتش، «لقد تعرضنا لضربات على مؤسساتنا التعليمية في الماضي... سيبقى 40.000 طفل في منازلهم اليوم بسبب الهجوم الذي أصابنا فجأة». وشنت إسرائيل المزيد من الغارات الجوية في غزة. وقتل ستة نشطاء فلسطينيين بينهم ناشط ينتمي لحركة الجهاد الإسلامي الفلسطينية.
في الأيام التي سبقت الحرب قال رئيس الوزراء بنيامين نتنياهو ووزير الدفاع ايهود باراك ان رد فعل إسرائيل سيأتي «في الوقت المناسب». ومع ذلك، عقب اجتماع لمجلس الوزراء في الصباح السابق للحرب، قال الوزير بيني بيغن إن «التبادل الحالي للأعمال العدائية يبدو أنه انتهى». وبحسب أحد المحللين الإسرائيليين، فإن هذه الرسائل المختلطة والتداعيات الدبلوماسية المتوقعة من مصر ومخاطر الحرب عشية الانتخابات الإسرائيلية كانت ثلاثة عوامل تهدف إلى تعزيز مناخ عدم التدخل للقادة الفلسطينيين في غزة.
في 12 تشرين الثاني (نوفمبر)، أشار مسؤولون من حماس والجهاد الإسلامي في فلسطين إلى استعدادهم لمناقشة وقف إطلاق النار. وقال متحدث باسم الجهاد الإسلامي في فلسطين: «الكرة في ملعب إسرائيل. فصائل المقاومة ستراقب سلوك إسرائيل على الأرض وستتصرف على هذا النحو». ومع ذلك، أطلق فلسطينيون 12 صاروخا على إسرائيل طوال اليوم. أصيب مصنع ومنزل، وأصيب ثلاثة مدنيين. وطالبت إسرائيل مجلس الأمن الدولي بإدانة الهجمات الصاروخية، حيث قال الوزير باراك إن إسرائيل «لن تقبل إيذاء الحياة اليومية لمدنيينا».
أفاد غيرشون باسكن، ناشط سلام إسرائيلي كان وسيطا بين إسرائيل وحماس في المفاوضات التي أسفرت عن إطلاق سراح جلعاد شاليط، أنه قبل ساعات من الضربة التي قتلت أحمد الجعبري، تلقى الجعبري مسودة لوقف إطلاق النار طويل الأمد بين إسرائيل وحماس. وبحسب روفين بداتسور، فقد أجريت المفاوضات بموافقة إيهود باراك، وقبل أسبوع من الضربة، طلب مسؤولو الجيش الإسرائيلي إطلاعهم على التقدم المحرز، لكن رُفض الإذن بالاجتماع.

## وقف إطلاق النار
رفض الطرفان الرئيسيان، إسرائيل وحماس، التعامل مع بعضهما البعض بشكل مباشر. وبدلاً من ذلك، أُجريت المفاوضات من خلال وسطاء. وقام مسؤولون من الولايات المتحدة ومصر بدور الوسيط 

### محاولات وقف إطلاق النار
كانت المفاوضات غير المباشرة بين إسرائيل وحماس تجري بوساطة مصرية. وتوقع الرئيس المصري محمد مرسي أن تؤدي المفاوضات إلى نتائج إيجابية في القريب العاجل. في المقابل، قالت وزيرة الخارجية الأمريكية هيلاري كلينتون، بعد لقائها مع نتنياهو، إن العملية ستتم في «الأيام المقبلة». كما التقى الأمين العام للأمم المتحدة بان كي مون مع نتنياهو في محاولة لإنهاء العنف. أُرسل وزراء خارجية تركيا ودبلوماسيون من جامعة الدول العربية إلى غزة للترويج لهدنة بين الأطراف المتحاربة.
وفقًا لتقارير في القاهرة، قدمت إسرائيل ستة مطالب لوقف إطلاق النار:
1. لا عنف لمدة تزيد عن 15 عامًا.
2. ممنوع تهريب أو نقل أسلحة إلى غزة.
3. وقف إطلاق الصواريخ والاعتداءات على جنود الاحتلال.
4. تحتفظ إسرائيل بالحق في مهاجمة الإرهابيين في حالة وقوع هجوم أو هجوم محتمل.
5. ستظل المعابر الإسرائيلية-غزة مغلقة (على الرغم من أن المعابر بين غزة ومصر قد تظل مفتوحة)
6. يجب على السياسيين في مصر ضمان المطالب المذكورة أعلاه.

تضمنت مطالب حماس بوقف إطلاق النار رفع الحصار البحري عن غزة، وضمانات المجتمع الدولي لوقف عمليات القتل المستهدف، ووقف غارات الجيش الإسرائيلي عبر الحدود، ووقف الهجمات. كما طلب زعيم حماس خالد مشعل «ضمانات دولية» لرفع الحصار.

### وقف إطلاق النار في 21 نوفمبر
في 21 نوفمبر، أعلن وزير الخارجية المصري محمد كامل عمرو، ووزيرة الخارجية الأمريكية هيلاري كلينتون، عن وقف إطلاق النار الذي سيدخل حيز التنفيذ في الساعة 21:00 بتوقيت غرينتش +2. نص الاتفاق الذي وزعته الرئاسة المصرية على ما يلي:
وشكر خالد مشعل، زعيم حماس المنفي، مصر على توسطها في وقف إطلاق النار، وادعى أن إسرائيل قد هُزمت. كما أشاد بإيران لتقديمها التمويل والسلاح للمسلحين. أعلن رئيس الوزراء الإسرائيلي بنيامين نتنياهو أن عملية عمود الدفاع كانت ناجحة وشكر الرئيس الأمريكي أوباما على «دعمه الثابت لحق إسرائيل في الدفاع عن نفسها».

### حوادث ما بعد وقف إطلاق النار
وقع انفجار في غزة في ظروف غامضة بعد وقف إطلاق النار. ولم ترد أنباء عن وقوع اصابات. قُتل فلسطيني وأصيب ثلاثة آخرون بنيران طائشة عندما أطلق مسلحون في غزة النار في الهواء احتفالًا باتفاق وقف إطلاق النار. في الساعة التي تلت إعلان وقف إطلاق النار، أُطلق اثني عشر صاروخًا من غزة على إسرائيل. كلهم سقطوا في مناطق مفتوحة. دقت صفارات الإنذار في اشكول وسديروت وحوف عسقلان وأشدود وكريات ملاخي وشعار هنيغف. اعترضت القبة الحديدية صاروخاً فوق أشدود.
وفي اليوم التالي لوقف إطلاق النار، قتل جنود إسرائيليون بالرصاص مزارعًا فلسطينيًا وأصابوا 19 آخرين. وقال الناجون، الذين اعتقدوا أن شروط الهدنة تسمح لهم بالوصول إلى أراضيهم، إنهم غامروا بالدخول إلى "المنطقة العازلة " التي أنشأتها إسرائيل داخل حدود غزة للصلاة، بينما كانوا يتسلقون جدار الدفاع الإسرائيلي. واشتكى سفير فلسطين لدى الأمم المتحدة، رياض منصور، للمنظمة من أن الهجوم يعد انتهاكًا لوقف إطلاق النار. في 28 نوفمبر، فتحت إسرائيل النار على زورقي صيد قبالة سواحل غزة واعتقلت تسعة صيادين من غزة. وبحسب محفوظ الكبريتي، رئيس جمعية الصيادين في غزة، فإن الصيادين كانوا على بعد ستة أميال من الساحل – الحد الذي يمكن للصيادين الغزيين الإبحار ضمنه، كما وافقت إسرائيل في اتفاق وقف إطلاق النار. ووفقًا للبحرية الإسرائيلية، فقد غامر الصيادون خارج المنطقة المخصصة للصيد، ولم يستجيبوا لطلبات العودة إلى المنطقة قبل اعتقالهم. في 30 نوفمبر، قُتل شاب آخر من غزة، وهو محمود جارون، 21 عامًا، برصاص القوات الإسرائيلية في رفح. وبحسب وكالة معا الإخبارية، كانت القوات الإسرائيلية قد انتهكت وقف إطلاق النار عدة مرات في بداية شهر كانون الأول / ديسمبر 2012 بإطلاق النار على مزارعين فلسطينيين. في 1 كانون الأول (ديسمبر)، حذرت حركة الجهاد الإسلامي من أن المزيد من «الانتهاكات الإسرائيلية لاتفاق وقف إطلاق النار» من شأنه أن يدفع الجماعة للرد.

## الامتداد والانتشار

### الضفة الغربية
أثار الصراع احتجاجات واسعة النطاق في الضفة الغربية، مما أدى إلى تصاعد الاشتباكات بين الفلسطينيين والجيش الإسرائيلي. في 14 نوفمبر، أصيب إسرائيليان بجروح طفيفة عندما رُجمت مركبتهم بالحجارة بالقرب من غوش عتصيون. أُغلق الطريق من القدس إلى غوش عتصيون نتيجة الاحتجاجات العنيفة.
في 17 نوفمبر، أصيبت رشدي التميمي إصابة خطيرة خلال مواجهات مع قوات الاحتلال في قرية النبي صالح لنصرة غزة.
في 18 نوفمبر، قُتل فلسطيني يبلغ من العمر 31 عامًا كان يشارك في مظاهرة في قرية النبي صالح بنيران إسرائيلية. أطلق الجيش الإسرائيلي، الذي وصف الاحتجاج بأنه «عنيف وغير قانوني»، تحقيقًا في الحادث. بحلول 19 نوفمبر، أُبلغ عن إصابة أكثر من 50 فلسطينيًا خلال احتجاجات التضامن التي نُظمت في القدس الشرقية ورام الله وبيت لحم وبيت أمر وقلنديا.
في 19 نوفمبر، تظاهر الآلاف رداً على مقتل أحد المتظاهرين في اليوم السابق. ألقيت قنبلة حارقة على سيارة إسرائيلية في الطريق السريع 60 في الضفة الغربية. تمكن الركاب من الفرار قبل احتراق السيارة. وبحسب صحيفة إسرائيل هيوم، فقد قُتل متظاهر في حلحول حاول مهاجمة جندي إسرائيلي. وذكرت وكالة الأنباء الفرنسية (أ ف ب) أن ملابسات القتل غير واضحة، وأوضحت الشرطة الفلسطينية وخدمة الإسعاف أنه لم تقع اشتباكات أسفرت عن مقتل الرجل.
في 20 نوفمبر، أشادت المظاهرات الفلسطينية في جميع أنحاء الضفة الغربية في ذلك اليوم بالهجمات الصاروخية ودعت إلى انتفاضة جديدة والتخلي عن الدبلوماسية مع إسرائيل. وبحسب صحيفة كريستشن ساينس مونيتور، فإن المظاهرات كانت بمثابة ضربة لهيبة الرئيس الفلسطيني محمود عباس، الذي دعم المحادثات مع إسرائيل.
وقعت المزيد من الاحتجاجات والاشتباكات في جميع أنحاء الضفة الغربية في 21-22 تشرين الثاني / نوفمبر. واحتج آلاف الفلسطينيين على مقتل رشدي التميمي الذي مر موكب جنازته في رام الله وجامعة بيرزيت قبل أن ينتهي في بلدة النبي صالح مسقط رأس التميمي. حضر المئات من المعزين جنازة الشاب الفلسطيني الذي قُتل في الخليل في 20 نوفمبر. وبعد دفنه، اقترب العديد من المتظاهرين الشباب من مستوطنة إسرائيلية بالقرب من ساحة باب الزاوية، مما أدى إلى اشتباكات مع القوات الإسرائيلية التي أطلقت الرصاص المطاطي والغاز المسيل للدموع. وأصيب نحو 40 فلسطينيا. ولوح مئات المتظاهرين في مدينة نابلس بأعلام حماس. أغلق الجيش الإسرائيلي مدخل بني نعيم بعد مواجهات بينهم وبين سكان البلدة. في غضون ذلك، أعلنت قرية الجلمة شمال الضفة الغربية "منطقة عسكرية مغلقة" بعد أن تظاهر مئات المتظاهرين الفلسطينيين عند حاجز القرية. اعتقلت قوات الاحتلال الإسرائيلي خمسة فلسطينيين في مداهمات لمنازلهم في يعبد وطوباس. وزعمت إسرائيل أن المعتقلين ألقوا الحجارة في السابق على القوات الإسرائيلية.

### أخرى
في 14 نوفمبر، أكد الجيش المصري أن جماعات مسلحة أطلقت أربعة صواريخ من سيناء باتجاه إسرائيل في منطقة لها تاريخ في الأشهر الثمانية عشر الماضية من إطلاق النار عبر الحدود وإطلاق الصواريخ.
في 20 نوفمبر، اكتشفت دورية للجيش اللبناني صاروخين جاهزين للإطلاق من نوع غراد عيار 107 ملم بين قريتي حالتا وماري، على بعد حوالي ميلين من الحدود الإسرائيلية. أبطلت القوات مفعول الصواريخ. وقال اللواء العام يؤاف مردخاي المسؤول في الجيش الإسرائيلي إن الفصائل الفلسطينية في لبنان ربما كانت وراء المؤامرة.(انظر: قائمة الهجمات الصاروخية اللبنانية على إسرائيل.)
في 21 نوفمبر، يوم وقف إطلاق النار، سقط صاروخان أُطلقا من لبنان على إسرائيل داخل لبنان، وفقًا لمسؤولين في بيروت.[بحاجة لمصدر أفضل] في اليوم التالي، نزع الجيش اللبناني صاروخًا إضافيًا موجهًا لإسرائيل، هذا الصاروخ في مرجعيون، على بعد حوالي 10 كيلومترات من الحدود.

## الخسائر البشرية

### الخسائر الإسرائيلية

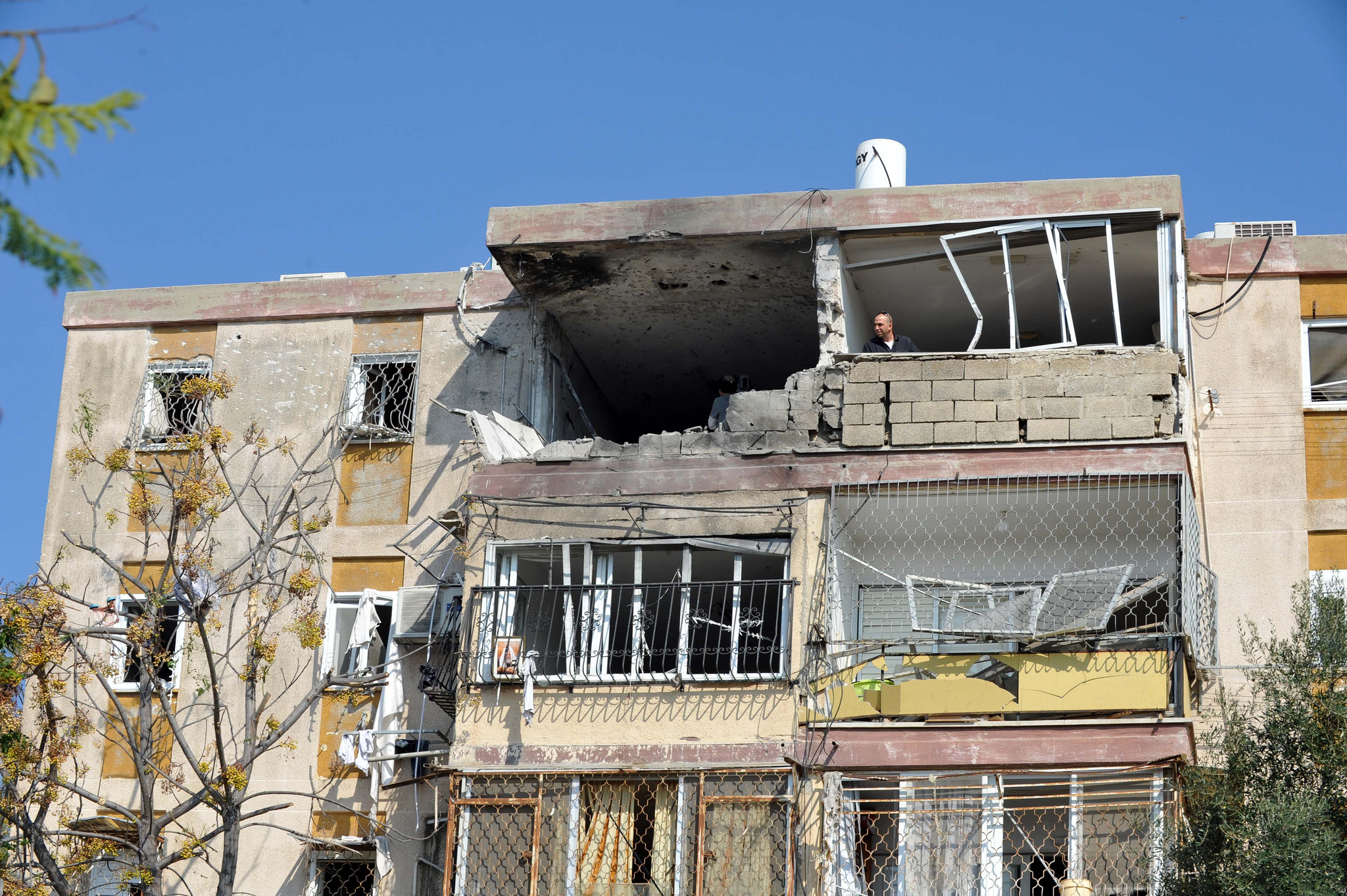
عمارة سكنية إسرائيلية في كريات ملاخي أصيبت بصاروخ أدى إلى مقتل ثلاثة من سكانها

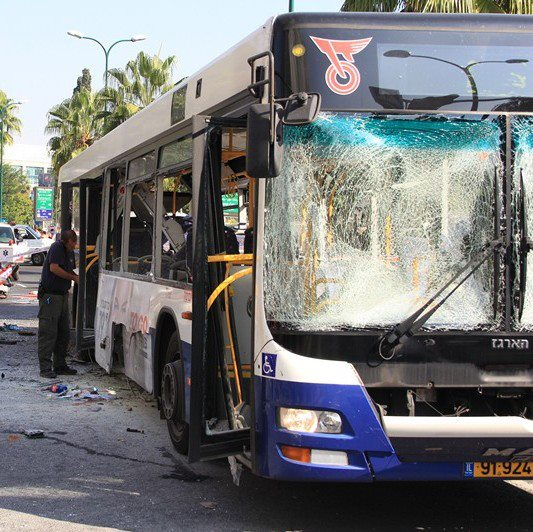
في أعقاب حادثة تفجير حافلة تل أبيب في 21 تشرين الثاني (نوفمبر).

قُتل أربعة مدنيين وجنديين إسرائيليين في هجمات صاروخية فلسطينية. ولقي ثلاثة من المدنيين مصرعهم في إصابة مباشرة بمبنى سكني في كريات ملاخي. رابع قتيل في صفوف المدنيين الإسرائيليين هو مقاول عربي إسرائيلي تابع لوزارة الدفاع الإسرائيلية قُتل في هجوم صاروخي في منطقة إشكول. قُتل عسكريان الإسرائيليان في قصف صاروخي وقذائف هاون على مجلس إشكول الإقليمي. وأصيب أحدهم في اليوم الأخير من النزاع وتوفي متأثراً بجراحه في 22 نوفمبر / تشرين الثاني. بحلول 20 نوفمبر، أصيب ما يقرب من 250 إسرائيليًا في هجمات صاروخية، بما في ذلك ما لا يقل عن 10 جنود. وأصيب 28 آخرون في انفجار حافلة في تل أبيب.
عزا الجيش الإسرائيلي معدل الإصابات الإسرائيلي المنخفض إلى عدد من العوامل، الهجومية والدفاعية: استهدافه الوقائي لمنصات الإطلاق وترسانات الصواريخ، وقدرته على ضرب المسلحين أثناء إطلاق الصواريخ، ونسبة 80 بالمائة وأكثر نسبة نجاح نظام القبة الحديدية الإسرائيلي لاعتراض الصواريخ، ووجود غرف واقية من القنابل [الإنجليزية] في كل منزل إسرائيلي، وتنفيذ نظام إنذار اللون الأحمر (نظام) [الإنجليزية]، وجهود توعية جماهيرية من قبل قيادة الجبهة الداخلية.

### الخسائر الفلسطينية

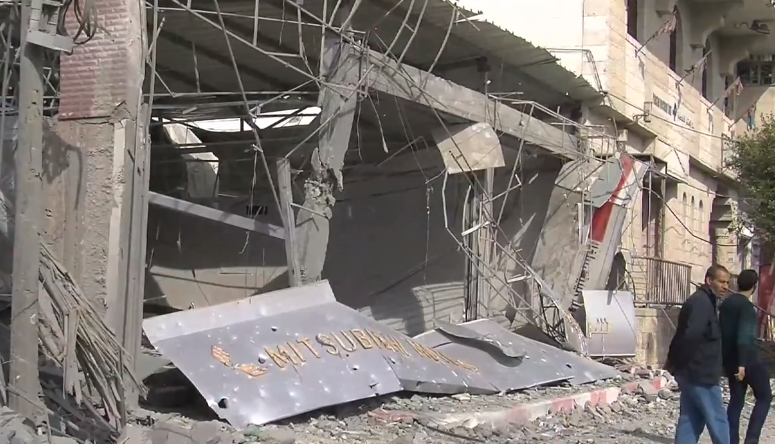
أرضية أحد المباني المتضررة في غزة بعد الضربات الإسرائيلية

في مارس 2013، أصدر مجلس حقوق الإنسان التابع للأمم المتحدة تقريرًا يفيد بوفاة 174 فلسطينيًا، 107 منهم من المدنيين. وبحسب بتسيلم، قُتل 167 فلسطينيًا، من بينهم 62 فلسطينيًا شاركوا في القتال وسبعة آخرون كانوا أهدافًا للاغتيال. صرح الجيش الإسرائيلي أنه من بين 177 قتيلاً فلسطينياً، كان 120 من المسلحين، وأن جيش الاحتلال الإسرائيلي لم يستهدف المدنيين عمداً. بناءً على مسح واسع النطاق، أحصى مركز الميزان مقتل 129 مدنياً و39 مقاتلاً. يزعم سلاح الجو الإسرائيلي إنه يتخذ جميع الإجراءات الممكنة لتجنب إلحاق الأذى بالمدنيين الفلسطينيين، باستخدام الضربات الدقيقة وإصدار تحذيرات استباقية للسكان الفلسطينيين. يزعم الجيش الإسرائيلي أنه وزع منشورات تحذيرية ترشد المدنيين إلى تجنب المناطق التي تستخدمها حماس لإطلاق الصواريخ، كما أنه اتصل هاتفيًا بالسكان لتحذيرهم.

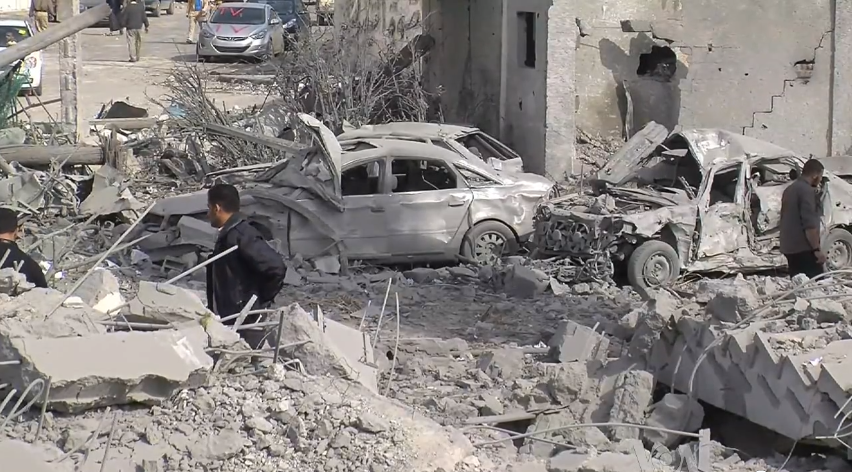
حطام في غزة

في 19 نوفمبر / تشرين الثاني 2012، قتلت غارة جوية إسرائيلية عشرة أفراد من عائلة دالو، من بينهم خمسة أطفال بالإضافة إلى اثنين من الجيران، في أعنف غارة منفردة في الحرب برمتها. قُتل خلال الهجوم محمَّد جمال الدلو وهو أحد أعضاء شرطة غزة المكلفة بحماية الأشخاص المهمين، فبرَّر جيش الاحتلال الغارة الجويّة على المنزل المدني مباشرةً بأنها كانت تستهدفُ محمد جمال.
نفى أحد أفراد الأسرة الناجين تلقيه تحذيرًا لعائلته للفرار من المنزل: «لم يوجهوا لنا تحذيرًا. لقد ضربوا المنزل الذي كان فيه الأطفال. كانت بناتي في شبابهن. ماذا فعلوا بهم؟». تعرضت سياسة الجيش الإسرائيلي المتمثلة في استهداف منازل عائلات النشطاء المزعومين لانتقادات بسبب الاحتمال الكبير للتسبب في وقوع إصابات في صفوف المدنيين. ذكرت صحيفة إسرائيلية أن الجيش الإسرائيلي يعتقد أن مسلحًا كان بالداخل، بينما قال اثنان آخران إن المنزل الخطأ كان مستهدفًا. صرحت المتحدثة باسم الجيش الإسرائيلي أفيتال ليبوفيتش في البداية أن الحادث كان حادثًا وأن الهدف كان رجلًا، يحيى عباية، من المفترض أنه مسؤول عن إطلاق 200-300 صاروخ على إسرائيل. نفى أقارب وجيران الأسرة إن الرجل مجهول ورفض وجوده ولا توجد صلة بين العائلة والجماعات المسلحة. في وقت لاحق، غيّر الجيش الإسرائيلي تبرير الهجوم ليقول إنه كان مقصودًا ويستهدف محمد الدلو، ضابط شرطة غزة الذي توفي في الغارة. كما قُتل 14 شخصًا آخر في الهجمات الأخرى في ذلك اليوم.
وكان أبرز قتيل لمسلح فلسطيني هو مقتل أحمد الجعبري، وهو قائد رفيع المستوى في حماس. وذكر المركز الفلسطيني لحقوق الإنسان أن عدد الجرحى وصل إلى ألف جريح.

### المقاتلون مقابل غير المقاتلون
تستخدم وسائل الإعلام والأطراف المقاتلة، في إحصاء الخسائر، تعريفات مختلفة لكل من "المقاتلين" أو "المناضلين". تعتبر اللجنة الدولية للصليب الأحمر الأشخاص مدنيين إذا لم يؤدوا "مهمة قتالية مستمرة" (على سبيل المثال، العديد من ضباط الشرطة) أو لا يشاركون بشكل مباشر في الأعمال العدائية. يحق للمدنيين الحماية ولا يجوز أن يكونوا هدفًا للهجوم. إن كون الشخص المقتول عضوًا في منظمة فلسطينية معينة لا يثبت بحد ذاته أنه شارك في الأعمال العدائية أو أنه فقد الحماية الممنوحة له كمدني.
غالبًا ما تعلن بعض الجماعات السياسية أو المسلحة عن قتلى من بينهم أطفال وأحد أعضائها وتتبناهم «شهداء» وتنشر صورهم على مواقعها على الإنترنت وتثني على مساهمتهم في مقاومة الاحتلال. قد تقبل عائلاتهم هذا لأسباب مختلفة، بما في ذلك استعداد الجماعات المسلحة لتقديم الدعم المالي للعائلات ودفع تكاليف جنازة الأشخاص الذين قتلوا. وهذا لا يعني أن هؤلاء القتلى كانوا متورطين بأي شكل من الأشكال في أنشطة قتالية.

### قيام حماس بإعدام مخبرين مزعومين علناً
أُعدم سبعة فلسطينيين علنًا على أيدي مسلحين بتهمة التعاون مع إسرائيل. قُتل رجل يدعى أشرف عويضة في 16 نوفمبر / تشرين الثاني بالقرب من مسجد في حي الشيخ رضوان بمدينة غزة، قال شاهد عيان إنه رأى رجلين ملثمين يخرجان من سيارة جيب، يسحبان الضحية من أسفل لوحة إعلانات لحماس ويطلقان النار عليه عدة مرات في رأسه، قبل أن يعلق ملصق يشير إلى جرائمه المزعومة.
أطلق مسلحون النار على ستة فلسطينيين آخرين في الشارع في 20 نوفمبر. وبحسب الشهود، أُخرج الرجال من شاحنة وأجبروا على الاستلقاء على وجوههم في الشارع ثم قتلوا بالرصاص. وتُركت خمس جثث في كومة بينما داس عليها حشد من الناس وبصقوا عليها. ورُبطت جثة سادسة بدراجة نارية وسُحبت في الشوارع الرئيسة لمدينة غزة فيما صرخ المتفرجون «جاسوس! جاسوس!». ووضع مسلحون لافتة باسم الضحايا الستة. ونقلت إذاعة حماس، صوت الأقصى، عن مصادر أمنية زعمت أنهم «يمتلكون معدات عالية التقنية ومعدات تصوير لالتقاط صور للمواقع».
وكان ربحي بدوي، الرجل الذي كانت جثته مربوطة بدراجة نارية، عضوا في جلجلات [الإنجليزية]، وهي جماعة إسلامية تحافظ على صراعها مع حماس. وأكدت عائلة بدوي وجيرانه وأصدقاؤه أن مزاعم تجسسه لصالح إسرائيل «سخيفة»، مشيرين إلى أنه قضى السنوات الأربع الماضية في سجن تابع لحماس تحت حراسة مسلحة. وذكرت أرملته أنه اعترف بمساعدة إسرائيل بعد تعرضه للتعذيب من قبل حماس لمدة سبعة أشهر بأساليب شملت حرقه وكسر فكه وأسنانه وتعليقه لمدة 45 يومًا من ذراعيه وساقيه.
وفي 21 نوفمبر / تشرين الثاني، ندد نائب زعيم حماس موسى أبو مرزوق بعمليات القتل ووصفها بأنها «غير قانونية»، مضيفًا أن أي عقوبات أو إعدامات يجب أن تتبع الإجراءات القانونية. وأضاف أنه يجب معاقبة من يقف وراء القتل.

### مصابون فلسطينيون جراء نيران فلسطينية
ويعتقد أن قتل بعض المدنيين الفلسطينيين نجم عن صاروخ فلسطيني أخفق في تحقيق هدفه، وليس بسبب إسرائيل، وكان اثنان من الحوادث «بارزين». خلص تقرير الأمم المتحدة حول الأحداث الذي أعده المفوض السامي لحقوق الإنسان إلى أنه من بين 174 فلسطينيا قُتلوا، قُتل 168 في العمليات العسكرية الإسرائيلية، بينما قُتل 6 مدنيين على أيدي الجماعات الفلسطينية المسلحة التي أطلقت صواريخ من غزة.
فقد المصور الصحفي في بي بي سي العربية جهاد المشهراوي ابنه البالغ من العمر 11 شهرًا وأخت زوجته في غارة جوية إسرائيلية على ما يبدو. أدانت العديد من المنظمات الدولية إسرائيل لمقتلهم. وذكرت منظمة هيومان رايتس ووتش أن إسرائيل كانت مسؤولة عن الوفيات، بناء على «تقارير إخبارية وشهود». وذكر المركز الفلسطيني لحقوق الانسان ان "طائرة حربية إسرائيلية اطلقت صاروخا على منزل المواطن علي نمر المشهراوي في حي الزيتون شرق مدينة غزة. قُتل فردان من الأسرة (امرأة وطفل صغير): هبة عادل فاضل المشهراوي، 19 عامًا ؛ وعمر جهاد المشهراوي 11 شهرا ". أشار التحقيق الأخير الذي أجراه مكتب المفوض السامي للأمم المتحدة لحقوق الإنسان إلى أن الحادث كان على الأرجح نتيجة إطلاق صاروخ فلسطيني خاطئ باتجاه إسرائيل، لكنه سقط مرة أخرى في غزة. قُتل في البداية فردان من الأسرة (امرأة وطفل صغير): هبة عادل فاضل المشهراوي، 19 عامًا ؛ وعمر جهاد المشهراوي، 11 شهرًا. " أحمد المشهراوي، 18 عاما، توفي متأثرا بجراحه. وبحسب جهاد المشهراوي، فإن حيه السكني في منطقة صبرا لم يشهد قتالاً قبل هذا الحادث.
يبدو أن مقتل الطفل محمد سعد الله، البالغ من العمر أربع سنوات، بعد انفجار في عنزلة، كان نتيجة خطأ صاروخ محلي الصنع، وليس قنبلة أسقطتها إسرائيل كما زعمت حماس في الأصل. قال مسؤولو حماس وأقاربهم إن الصبي من غزة البالغ من العمر 4 سنوات قُتل في غارة جوية إسرائيلية في 16 نوفمبر / تشرين الثاني. ونفت إسرائيل أنها نفذت أي هجمات في المنطقة في ذلك الوقت. ووفقًا لصحيفة نيويورك تايمز، فإن "الضرر لم يكن قريبًا من الخطورة بما يكفي لحدوثه من طائرة إسرائيلية من طراز إف-16، مما يزيد من احتمال أن يكون صاروخًا خاطئًا أطلقه مسلحون فلسطينيون هو المسؤول عن الوفيات". وقام خبراء المركز الفلسطيني لحقوق الإنسان بفحص الموقع ورأوا أن الانفجار نجم عن صاروخ فلسطيني. اعترفت والدة الصبي أن أي من الحالتين يمكن أن يكون ممكنًا. وذكرت وكالة أسوشيتيد برس أنه «لم يشاهد أحد على ما يبدو الضربة» وأن «مسؤولي الأمن المحليين سرعان ما أخذوا ما تبقى من القذيفة، مما جعل من المستحيل التحقق من الجهة التي أطلقها». خلص تقرير للأمم المتحدة صدر في آذار / مارس 2013 إلى أن سعد الله «قُتل على ما يبدو بصاروخ فلسطيني لم يصل إلى مستوى إسرائيل» وليس بغارة جوية إسرائيلية.
ذكرت الأمم المتحدة أن طفلاً وشخصًا بالغًا على الأقل قُتلوا بنيران حماس.

## الأضرار المادية
بناءً على مسح واسع النطاق أجراه العمال في الميدان، والذي ادعت صحيفة الميزان أنه دقيق للغاية، أفادت صحيفة الميزان عن تدمير 124 منزلاً في جميع أنحاء قطاع غزة، وتدمير جزئي لحوالي 2050 منزلاً. في أسبوع واحد فقط، دمر الجيش الإسرائيلي العديد من المباني العامة والخاصة، بما في ذلك 52 مكانًا للعبادة، و25 منظمة غير حكومية، و97 مدرسة، و15 مؤسسة صحية، و14 مقرًا للصحفيين، و8 مراكز شرطة، و16 مبنى حكوميًا، و11 موقعا سياسيا. وتضرر أو دمر خمسة عشر مصنعا و192 محلا تجاريا. كما تم تدمير اثني عشر بئرا للمياه وكذلك أراض زراعية.

## جرائم الحرب المزعومة

### حماس

#### استهداف المدنيين

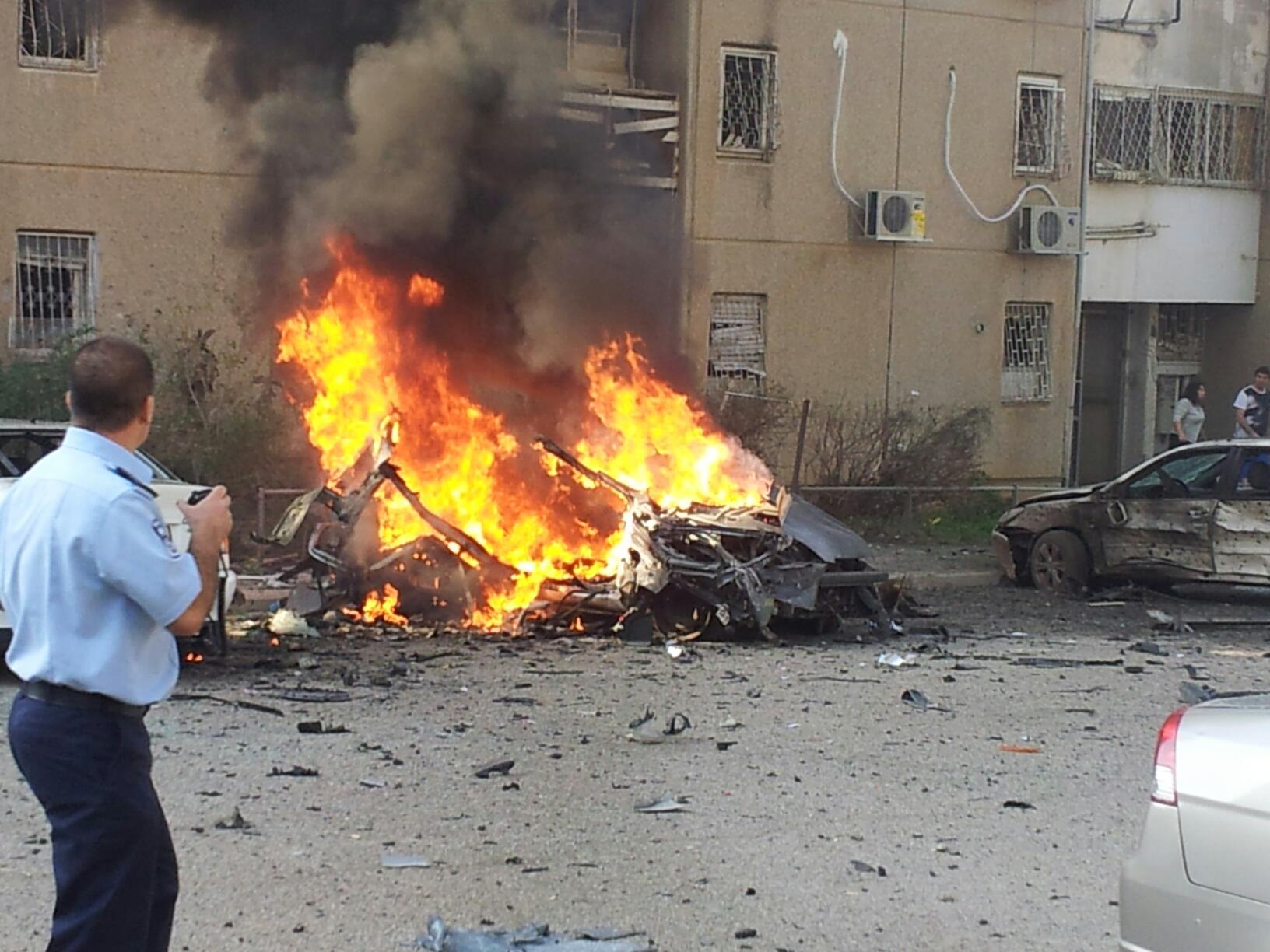
سيارة مشتعلة بعد أن أصابها صاروخ غراد من غزة بالقرب من مبنى سكني في مدينة بئر السبع خلال عملية عامود السحاب، نوفمبر / تشرين الثاني 2012.

أدان كل من الأمين العام للأمم المتحدة بان كي مون والمفوض السامي للأمم المتحدة لحقوق الإنسان نافي بيلاي استمرار الهجمات العشوائية واستهداف المدنيين في إسرائيل من قبل مسلحين من غزة.
ذكرت هيومن رايتس ووتش أن الجماعات الفلسطينية المسلحة أطلقت مئات الصواريخ على المدن الإسرائيلية، في انتهاك للقانون الإنساني الدولي، وأن تصريحات الجماعات الفلسطينية بأنها استهدفت عمدا مدنيين إسرائيليين أظهرت «نية ارتكاب جرائم حرب». وقالت مديرة قسم الشرق الأوسط في هيومن رايتس ووتش، سارة ليا ويتسن، إن الجماعات الفلسطينية أوضحت أن «إيذاء المدنيين هو هدفها» وقالت إن إطلاق الصواريخ على مناطق مأهولة بالسكان ليس له أي مبرر قانوني. يحظر القانون الإنساني الدولي الهجمات المتعمدة على المدنيين، ويمكن أن تكون الانتهاكات المتعمدة جرائم حرب.
وذكر تقرير للمفوض السامي لحقوق الإنسان في الأمم المتحدة أن «الجماعات الفلسطينية المسلحة تنتهك باستمرار القانون الإنساني الدولي، من خلال شن هجمات عشوائية على إسرائيل ومهاجمة المدنيين». وذكر التقرير كذلك أنه «بينما كانت بعض المقذوفات موجهة إلى أهداف عسكرية، فإن العديد، إن لم يكن الغالبية العظمى من الهجمات الفلسطينية على إسرائيل، شكلت هجمات عشوائية. إن مثل هذه الهجمات تنتهك القانون الإنساني الدولي.... لا يبدو أن معظم الصواريخ التي أطلقتها الجماعات المسلحة موجهة إلى هدف عسكري محدد. علاوة على ذلك، أشارت العديد من الجماعات الفلسطينية المسلحة بشكل مباشر وغير مباشر إلى تصميمها - وتحملت المسؤولية - على المدنيين الإسرائيليين أو التجمعات السكانية الكبيرة في إسرائيل. ومن الواضح أن مثل هذه الأعمال تنتهك القانون الإنساني الدولي ».

#### إطلاق الصواريخ من مناطق مأهولة بالسكان
ذكرت هيومن رايتس ووتش أن الجماعات الفلسطينية عرّضت المدنيين للخطر من خلال «الإطلاق المتكرر للصواريخ من مناطق مكتظة بالسكان، بالقرب من المنازل والشركات والفندق». بموجب القانون الدولي، لا يجوز لأطراف النزاع وضع أهداف عسكرية في مناطق مكتظة بالسكان أو بالقرب منها. تم إطلاق صاروخ بالقرب من مبنى الشوا والحصري، حيث توجد مكاتب لوسائل إعلام فلسطينية ودولية مختلفة. وأطلق صاروخ آخر من ساحة منزل بالقرب من فندق الديرة. وقالت هيومن رايتس ووتش إنها لم تتمكن من تحديد أي حالة تم فيها تحذير المدنيين بإخلاء منطقة قبل إطلاق صاروخ من قبل مسلحين فلسطينيين.
قال العقيد ريتشارد كيمب، القائد السابق للقوات البريطانية في أفغانستان: «إن استخدام حماس للسكان المدنيين هو بلا شك جريمة حرب لأنهم لا يختبئون فقط تحت السكان المدنيين، [ولكن] يعرضون السكان المدنيين أيضًا للخطر. مخاطرة. في رأيي، إذا كان هناك ضحايا مدنيين، فإن المسؤولية لا تقع على عاتق الجيش الإسرائيلي، بل تقع على عاتق حماس، التي وضعتهم عمداً هناك ». وانتقد ريتشارد لاندز حماس لإطلاقها النار وسط المدنيين، وهي ممارسة أدت إلى وقوع إصابات يُلقى باللوم فيها على الضربات المضادة الإسرائيلية لكسب التعاطف الغربي. وقال داني أيالون إن إطلاق حماس للصواريخ من مناطق مأهولة بالمدنيين يعتبر «جريمة حرب مزدوجة»، مشيرًا إلى أن عشرة بالمائة منها لم تصل إلى إسرائيل.
وذكر الجيش الإسرائيلي أن حماس تستخدم تكتيكات «الدرع البشري» وقال «من خلال العمل من مناطق مكتظة بالسكان، تعرض حماس شعبها للخطر، وتحويل منازلهم ومدارسهم إلى مواقع إرهابية ومستودعات أسلحة». وقالت صحيفة جيروزاليم بوست وفوكس نيوز إن مواقع إطلاق الصواريخ الفلسطينية وضعت بجوار المستشفيات والمدارس والمساجد والملاعب. في 21 تشرين الثاني (نوفمبر)، أطلق صاروخ قسام بعيد المدى، من النوع الذي اتهمت إسرائيل إيران بتزويد حماس به، من مسافة 500 ياردة من المستشفى وأصاب غوش عتصيون، جنوب شرقي القدس. وذكر متحدث باسم الجيش الإسرائيلي أنهم نشروا صوراً لـ «إطلاق صواريخ من فناء مسجد، ودور صلاة، وأماكن عامة ومنازل».
في مارس 2013، أصدر مكتب المفوض السامي للأمم المتحدة لحقوق الإنسان (OHCHR) تقريرًا ينتقد الجماعات الفلسطينية لشنها هجمات صاروخية من مناطق مكتظة بالسكان. وذكر التقرير أن «الجماعات المسلحة [الفلسطينية] فشلت في اتخاذ جميع الاحتياطات الممكنة في الهجمات، لا سيما بإطلاق الصواريخ من مناطق مأهولة بالسكان، مما يعرض السكان لخطر جسيم».

#### مزاعم بأن أعضاء من الجهاد الإسلامي متنكرين بزي صحفيين
واتهم الجيش الإسرائيلي نشطاء غزة بإساءة استخدام الحماية الممنوحة للصحفيين. في 20 تشرين الثاني / نوفمبر 2012، استُهدف محمد شمالة، قائد قوات حماس في جنوب غزة ورئيس برامج تدريب المسلحين، بغارة جوية إسرائيلية. في ذلك الوقت، كان يقود سيارة كانت تحمل بوضوح، بحسب الجيش الإسرائيلي، «تلفزيون»، مما يشير إلى أنها سيارة صحفية.
أفاد المركز الفلسطيني لحقوق الإنسان بأن غارة إسرائيلية أسفرت عن مقتل الصحفي في إذاعة القدس محمد موسى أبو عيشة. أدانت الأمم المتحدة ونيويورك تايمز ومراسلون بلا حدود وهيومن رايتس ووتش إسرائيل على الهجوم. وأفادت صحيفة فرانكفورتر الجماينه أن المركز الفلسطيني لحقوق الإنسان لم يذكر أن أبو عيشة عضو في حركة الجهاد الإسلامي وشارك في هجمات صاروخية على إسرائيل. ظهر اسم وصورة أبو عيشة على موقع الجهاد الإسلامي على الإنترنت وقت وفاته.

#### قتل المتعاونين المزعومين
انتقد تقرير مارس / آذار 2013 الصادر عن مكتب المفوضية السامية للأمم المتحدة لحقوق الإنسان الجماعات الفلسطينية المسلحة «لقيامها بإعدام جواسيس إسرائيليين مزعومين في انتهاك للقانون الإنساني».

### إسرائيل

#### استهداف المدنيين
انتقد تقرير صادر عن المفوضية السامية للأمم المتحدة لحقوق الإنسان بشدة سلوك الجيش الإسرائيلي. وذكر التقرير أن الجيش الإسرائيلي «فشل في كثير من الحالات في احترام القانون الدولي»، وأنه «لم يلتزم باستمرار بالمبادئ الأساسية لسير الأعمال العدائية، وهي مبادئ التمييز والتناسب والاحتياطات».
وصفت هيومن رايتس ووتش الغارة الجوية الإسرائيلية التي قتلت 12 مدنياً، من بينهم 10 أفراد من عائلة الدلو، بأنها «استخدام غير متناسب» للقوة وجريمة حرب، حيث ذكرت أن الهجوم لم تبرره إسرائيل بعد، ودعا إلى معاقبة مرتكبي الإضراب وتعويض الناجين من أسر الضحايا. وأدان المركز الفلسطيني لحقوق الإنسان ذلك ووصفه بأنه «مثال على الاستهداف الصارخ للمدنيين». وفقًا لصحيفة نيويورك تايمز، «وصف القادة السياسيون والمدافعون عن حقوق الإنسان مقتل [عائلة دالو] بأنه مذبحة وجريمة حرب».
انتقد النائب البريطاني جيرالد كوفمان الهجوم الإسرائيلي وسياقه الأوسع - احتلال الضفة الغربية وحصار غزة - كجرائم حرب. في اجتماع طارئ لجامعة الدول العربية، اتهم وزراء خارجية الدول الأعضاء إسرائيل بارتكاب جرائم حرب وجرائم ضد الإنسانية.
اتهمت تركيا وإيران إسرائيل بارتكاب جرائم حرب ورفضتا اعتبار الضربات الجوية الإسرائيلية دفاعًا عن النفس. اتهم رئيس الوزراء التركي رجب طيب أردوغان إسرائيل بارتكاب «تطهير عرقي» للفلسطينيين.

###### قصف المنشآت الإعلامية
وفي أربع هجمات إسرائيلية على منشآت إعلامية وصحفيين، أصيب عشرة إعلاميون، وقتل اثنان من المصورين وشخص يبلغ من العمر عامين.
صرحت الحكومة الإسرائيلية أن كل هجوم استهدف هدفًا عسكريًا مشروعًا. وذكر الجيش الإسرائيلي أن حماس استخدمت الصحفيين الأجانب دروعًا بشرية، بعد هجمات على مركزين إعلاميين في غزة يحتويان على أجهزة اتصالات تابعة لحماس.
أجرت هيومن رايتس ووتش تحقيقاً في هذه الحوادث وخلصت إلى أنه «لا توجد مؤشرات على أن هذه الأهداف كانت أهدافاً عسكرية مشروعة». وبالتالي «انتهكت قوانين الحرب باستهداف المدنيين والأعيان المدنية التي لم تكن تساهم بشكل واضح في العمليات العسكرية الفلسطينية». وذكرت منظمة هيومن رايتس ووتش كذلك أن الصحفيين ومرافق البث المدنية ليست أهدافًا عسكرية مشروعة لمجرد أنها تبث دعاية مؤيدة لحماس أو معادية لإسرائيل.
وفي حادثة منفصلة، بحسب الجيش الإسرائيلي، أصابت أربعة من نشطاء الجهاد الإسلامي مختبئين في مركز إعلامي في غزة، مجمع الشروق. أفاد الجهاد الإسلامي في فلسطين عبر رسالة نصية بأن أحد كبار مقاتليها، رامز حرب، قُتل في الغارة الجوية. وكذلك المصورون الفلسطينيون. وحذرت إسرائيل الصحفيين الأجانب من مغادرة المبنى قبل الضربة. تحدث أحد الصحفيين الأجانب الذين عملوا هناك عن غضبه من أن المبنى كان يستخدم كمخبأ للمسلحين الفلسطينيين، مما يعرض الكثير من الناس للخطر. قالت هيومن رايتس ووتش إن هذا الهجوم كان على ما يبدو على هدف عسكري، وإنه إذا كان الفلسطينيون الذين يقومون بعمليات عسكرية حاضرين، فإنهم ينتهكون القانون الدولي من خلال تعريض المدنيين لخطر غير ضروري.
كما نددت منظمة مراسلون بلا حدود باستهداف الجيش الإسرائيلي المزعوم للصحفيين. وقال كريستوف ديلوار، الأمين العام لـمراسلون بلا حدود، «حتى لو كانت وسائل الإعلام المستهدفة تدعم حماس، فإن هذا لا يشرعن بأي شكل من الأشكال الهجمات.... الهجمات على أهداف مدنية هي جرائم حرب وانتهاكات خطيرة لاتفاقيات جنيف. يجب تحديد المسؤولين ». كتب ديفيد كار لصحيفة نيويورك تايمز، أن المتحدثة باسم الجيش الإسرائيلي أفيتال ليبوفيتش، التي قالت إن الصحفيين كانوا «أشخاص لهم صلة بالنشاط الإرهابي»، لم تحدد الغارة على أنها خطأ. واتهم كار إسرائيل باستهداف الصحفيين عمدا تحت غطاء الحرب، مستخدما عبارات «غير متبلورة» مثل «الصلة بالنشاط الإرهابي» لتبرير الهجمات.
ذكرت منظمة غير حكومية مونيتور أن حماس في غزة «ترهب الصحافة الدولية» لأنها وضعت هوائيات الاتصالات التشغيلية الخاصة بها فوق المباني التي تضم طوابقها السفلية وسائل إعلام أجنبية.

## وسائل التواصل الاجتماعي والإنترنت
استخدم الجيش الإسرائيلي على نطاق واسع موقع تويتر والمدونة الحية لتقديم تقرير محدث عن عملياته. كما استخدم الجناح العسكري لحركة حماس موقع تويتر، حيث أعلن عن هجماته الصاروخية وقذائف الهاون وغرد على تويتر عندما وردت أنباء عن وقوع إصابات في صفوف الإسرائيليين. ووصفت مجلة فورين بوليسي هذا الجهد بأنه «علامة فارقة في الاتصالات العسكرية». استخدم تويتر سابقًا لتقديم معلومات بشأن الاشتباكات العسكرية من قبل كل من قوات الدفاع الكينية وحركة الشباب أثناء عملية قوات الدفاع الكينية ضد حركة الشباب في الصومال في عام 2011. كسب حساب تويتر للجيش الإسرائيلي أكثر من 50000 متابع جديد خلال 24 ساعة.
طُور تطبيق يستند إلى فكرة قدمها شاب يبلغ من العمر 13 عامًا لتقديم تقارير محدثة عن هجمات صاروخية وشيكة وإرسال معلومات عن موقع وتوقيت تنبيهات «اللون الأحمر» العامة. أتاح التطبيق للمستخدمين وقتًا إضافيًا للركض إلى الملاجئ.
وأنتجت حماس شريط فيديو هدد حياة المواطنين الإسرائيليين وحذرت «انتظرونا قريبًا في مواقف الباصات والمقاهي». أصبح الفيديو هدفًا شائعًا للمحاكاة الساخرة بسبب مشاكله الفنية والعبرية المكسورة المكتوبة والمنطوقة.[بحاجة لمصدر مستقل]
خلال الحملة، أطلق قراصنة مؤيدون للفلسطينيين جهودًا متضافرة لشل مواقع الويب الإسرائيلية. واجهت المواقع الإسرائيلية أكثر من 60 مليون محاولة قرصنة، لكنها فشلت في إحداث أي ضرر كبير. في أبريل 2013، هاجمت أنونيموس العديد من المواقع الإسرائيلية ردًا على هجوم الجيش الإسرائيلي على غزة. أطلقوا على الهجوم أوب إسرائيل وزعموا أنهم خربوا ما لا يقل عن 700 موقع اعتبارًا من 18 نوفمبر 2012. زعم الجيش الإسرائيلي أنه أحبط 44 مليون هجوم إلكتروني بحلول ذلك التاريخ.[بحاجة لمصدر] استبدل العديد من المواقع برسائل تدين الحملة الإسرائيلية وتعرب عن دعمها لمواطني غزة. قام قراصنة من الكويت بتعطيل الموقع الإلكتروني لعضو الكنيست من حزب الليكود داني دنون، الذي نشر عريضة على الإنترنت تحث الحكومة الإسرائيلية على التوقف عن تزويد قطاع غزة بالكهرباء. اخترق حسابي فيسبوك وتويتر لنائب رئيس الوزراء الإسرائيلي وعضو الكنيست من حزب الليكود سيلفان شالوم من قبل مجموعة مؤيدة للفلسطينيين تسمى ZCompanyHackingCrew.

### انتقاد الحملة الإعلامية للجيش الإسرائيلي

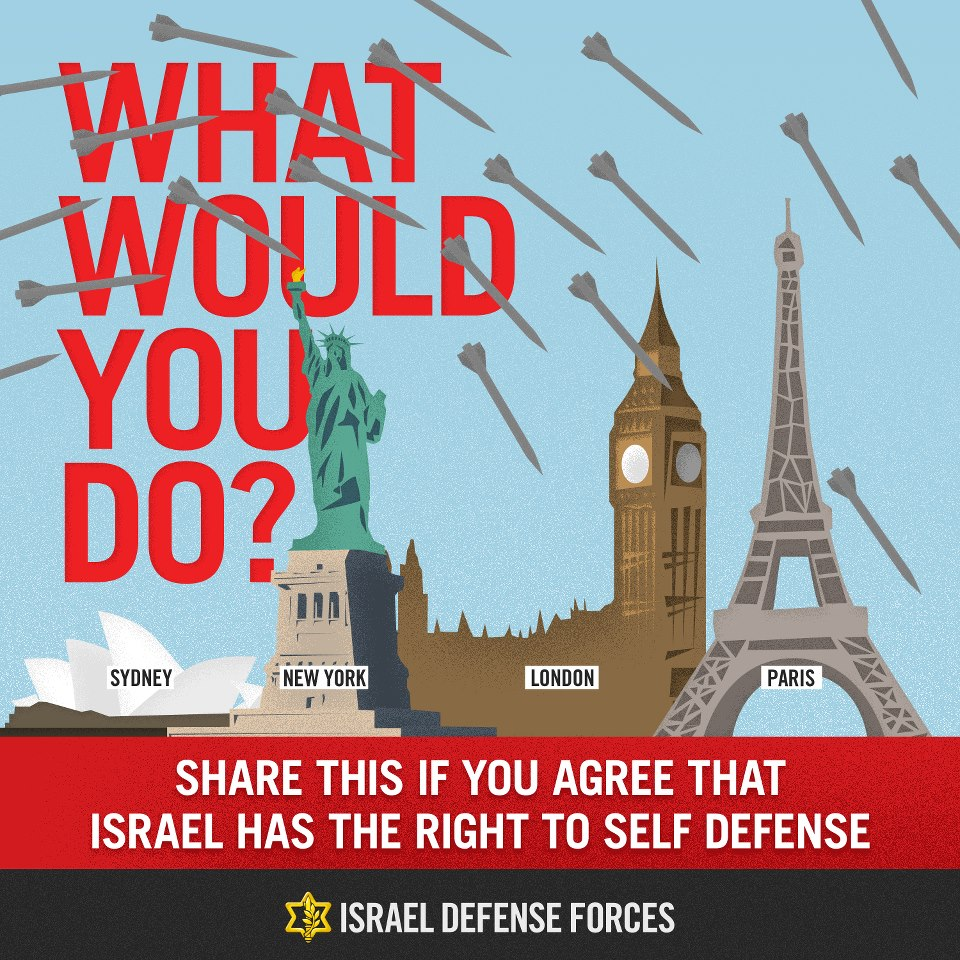
رسم جيش الاحتلال الإسرائيلي.

تشتمل مدونة الجيش الإسرائيلي على ميزات التلعيب حيث يُمنح الزائرون نقاطًا ويُمنحون شارات لأشياء مثل زيارة المدونة أو مشاركة محتوياتها على شبكاتهم الاجتماعية. على الرغم من أن المدونة كانت تحتوي على هذه الميزات في السابق، إلا أنها عُطلت قبل الحرب على غزة بسبب «حركة المرور العالية». أُعيد تمكينهم بعد وقت قصير من بدء الحرب. وصف العديد من المعلقين توقيت إعادة التمكين بعد إطلاق الحرب على غزة بأنه هجوم. ووصف جون ميتشل من شركة ReadWrite بأنه «مروع للغاية»، ووصفه جيفري جولدبيرج من مجلة ذا أتلانتيك بأنه «مشين».
نظرت بعض الأطراف إلى الحملة الإسرائيلية على وسائل التواصل الاجتماعي حول الحرب على غزة على أنها عدوانية بشكل مفرط أو غير ملائمة. وصفت منظمة وايرد جهود إسرائيل بأنها «مشاكسة للغاية»، وأعرب مايكل كوبلو من مجلة فورين بوليسي عن مخاوفه من أن حملة إسرائيل على وسائل التواصل الاجتماعي قد تساهم في «الخوف من إسرائيل يسير في حالة من الفوضى دون اعتبار للأضرار الجانبية التي تحدث.».

### مزاعم تضليل حماس بالمعلومات
حسب وسائل إعلام إسرائيلية، حاولت حماس شن «حرب نفسية» تتكون أساسًا من رسائل بريد إلكتروني مزيفة ومنشورات على فيسبوك. تلقى العديد من الإسرائيليين إعلانًا كاذبًا من «المتحدث باسم الجيش الإسرائيلي» يحذر من أن «الإرهابيين في غزة يمكنهم تعقبك وتوجيه صواريخ الكاتيوشا إلى موقعك!» إذا فتحوا رسائلهم النصية. وتلقى الآلاف رسائل بريد إلكتروني بلغة عبريّة ركيكة مفادها أن «الرقابة العسكرية من المخابرات العسكرية» تخفي معلومات عن اعتداءات على جنود وتحثهم على عرض «صورة ميدان الموت الذي يسقط فيه جنودنا في غزة». على الرغم من الادعاء بإظهار سيارة جيب تابعة للجيش الإسرائيلي أصيبت بصاروخ، إلا أنها كانت في الواقع سيارة تابعة لوكالة رويترز للأنباء تعرضت للقصف على الحدود.
وحذرت حماس المدنيين في غزة من نشر معلومات مجهولة المصدر، زاعمة أن مثل هذا السلوك يضر بالأمن القومي ويدعم «الحرب النفسية» الإسرائيلية. وقالت وزارة الداخلية إنها ستنقل أية «معلومات مطلوبة» من أجل «حماية الحقيقة». جاء البيان بعد أن أطلق مسلحون من حماس النار علنا على أحد سكان غزة عدة مرات في رأسه بزعم تعاونه مع السلطات الإسرائيلية. اتهم ريتشارد لاندز، المدون وأستاذ التاريخ الأمريكي المساعد في جامعة بوسطن، حماس بـ «النفاق الوقح» واستغلال الموت الذي تسببت فيه لكسب التعاطف الغربي.
اختلقت حماس الإنجازات واستخدمت صور الأطفال المصابين أو القتلى في سوريا، وتقدمهم عبر وسائل التواصل الاجتماعي على أنهم قتلى فلسطينيون. احتوت إحدى تغريداته حول الضربات الإسرائيلية على صورة لفتاة ميتة، نُشرت سابقًا على صفحة «سوريون وأصدقاء» على فيسبوك في أكتوبر 2012. صورة أخرى للانفجارات رُفعت على صفحة الفيسبوك التابعة لحماس بدت وكأنها معدلة رقمياً. قنفذت حماس عدة عمليات قتل وهمية ومشاهد الإصابة أمام طواقم التلفزيون. بعض[من؟] جادل بأن تلاعب حماس يقوض فعليًا قضيتهم، حيث لا يمكن للقراء التأكد من صحة ما يرونه.

## التغطية الإعلامية
ألقى نعوم تشومسكي وسيوماس ميلن [الإنجليزية] وجلين غرينوالد وجون ميرشايمر وبول بيلار [الإنجليزية] والعديد من الكتاب الآخرين باللوم على إسرائيل في الصراع. في المقابل، قال القائد البريطاني السابق، ريتشارد كيمب، إن هناك «آلة دعاية فعالة للغاية ضد إسرائيل تسيء فهم ما يعتبره حقيقة أن حماس منظمة إرهابية».
انتقدت شارين تادرس، مراسلة الجزيرة للشرق الأوسط التي تغطي الصراع من غزة، عدة جوانب من المقاربة الإعلامية للصراع. وانتقدت تادرس ما قالت إنه استخدام غير نقدي ومتكرر من قبل الصحفيين لتبريرات إسرائيل لاستهداف المنازل والمباني المدنية الأخرى. وانتقدت تادرس كذلك استخدام مصطلحات مثل «مدرسة حماس». وبحسبها فإن "حماس" تستخدمها إسرائيل صفة لتبرير استهداف البنية التحتية المدنية.

### الصور
نشر موقع "العرب نت" الإخباري صورة في 18 تشرين الثاني / نوفمبر تظهر ثلاثة أطفال ملطخين بالدماء ووالدتهم ملقاة على الأرض، زُعم أنهم ذبحوا في غزة. أثارت سلسلة من التعليقات على فيسبوك، واتضح أنها صور مجزرة سورية من 19 أكتوبر / تشرين الأول أعيد استخدامها لتصوير «مأساة غزة».
في 19 تشرين الثاني (نوفمبر)، أعاد مراسل بي بي سي في غزة، جون دونيسون، نشر صورة لطفل ميت أو مصاب بعنوان «ألم في غزة»، مع تعليقه «المفجع». وسرعان ما تبين أن الصورة التقطت على ما يبدو في سوريا وهي مؤرخة في 28 أكتوبر / تشرين الأول 2012، قبل بدء الأحداث في غزة. اعتذر دونيسون عن الحادث.
اختار نشطاء مؤيدون للفلسطينيين صورة أخرى على تويتر، حددوا فيها رضيعًا جريحًا يحمله عامل إنقاذ على أنه «طفل فلسطيني صغير مصاب». إلا أن مستخدمي فيسبوك وتويتر اعترفوا بأنها طفلة إسرائيلية أصيبت بهجوم صاروخي من حماس. طُبعت " كريات ملاخي " على سترة عامل الإنقاذ.
صور رجل فلسطيني مذهول، جهاد المشهراوي،  صحفي في بي بي سي، وهو يحمل جثة ابنه عمر، البالغ من العمر 11 شهرًا، ملفوفًا في كفن أبيض نُشرت في الصحف في جميع أنحاء العالم ووزعت على نطاق واسع على وسائل التواصل الاجتماعي. قام المشهراوي، مدير مكتب بي بي سي للشرق الأوسط، واثنتان من منظمات حقوق الإنسان على الأقل، في البداية بإلقاء اللوم على إسرائيل في الحادث، وسرعان ما أصبحت وفاة الرضيع رمزًا قويًا للصراع. ومع ذلك، في مارس 2013، ذكر تقرير مكتب المفوض السامي لحقوق الإنسان التابع للأمم المتحدة بشأن النزاع الذي دام ثمانية أيام أن عمر كان على الأرجح ضحية «لما بدا أنه صاروخ فلسطيني لم يصل إلى مستوى إسرائيل».

### الفيديو
بثت بي بي سي نيوز وسي إن إن لقطات لرويترز لرجل فلسطيني مصاب على ما يبدو تنقله مجموعة من الناس بعيدا. لكن اللقطات التي بثتها بي بي سي في وقت لاحق أظهرت الرجل وهو يتجول بمفرده. وقالت شبكة سي إن إن إن رويترز لم تعرف مصدر ذلك الفيلم، بينما ردت بي بي سي نيوز بأنه على حد علمها لم تُنظم الأحداث، وأن اللقطات كانت مقطوعة من بكرة أطول تظهر الرجل الذي كان يرقد على الرصيف، يُرفع ويتلقى العلاج، ثم يبتعد بعد أن تعافى.. وقالت بي بي سي إنها اتخذت خطوات لضمان أن أي إعادة بث ستجعل تسلسل الأحداث هذا واضحًا لجمهورها.
أعربت وكالة الأمم المتحدة لإغاثة وتشغيل لاجئي فلسطين في الشرق الأدنى (الأونروا) عن قلقها إزاء استخدام لقطات من الجيش الإسرائيلي تشير إلى تواطؤ الوكالة في «أنشطة إرهابية» تستهدف إسرائيل.[بحاجة لمصدر]
اتفقت مواقع الفضائیات الأجنبیة الإلكترونیة باللغة العربیة (روسیا الیوم، والحرة، وفرنسا 24)، بعدم اعتمادها على أیة وكالة أنباء إسرائيلية، في حين اعتمد موقع الحرة على وسائل الإعلام الإسرائيلية مناقضا بشكل واضح الموقعین الآخرین الذين اعتمدا على وسائل الإعلام الدولیة،
كذلك موقع الحرة تردد كثيرا في نشر مشاهد الفیدیو التي تعرض الضحایا والدمار لدى الفلسطینیین المترتبة عن العدوان الإسرائيلي.